# Wielersport op de Olympische Zomerspelen 1896

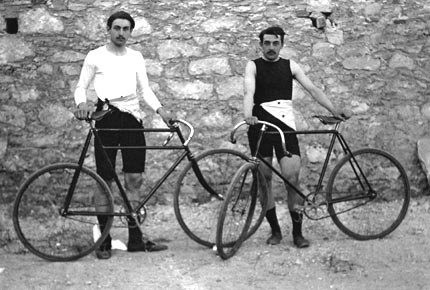
De Franse Olympisch Kampioenen Léon Flameng en Paul Masson.

De wielersport is een van de sporten die beoefend werden tijdens de Olympische Zomerspelen 1896 in Athene.
De baanwedstrijden werden gehouden op de nieuwe wielerbaan in de wijk Nieuw Faliro in Piraeus. De wegwedstrijd liep van Athene naar Marathon en terug, en dan via de boulevards Herodes Atticus en Olga, en de weg naar Nieuw Faliro, langs de rails van de stoomtrein naar de finish op de wielerbaan.
De wielerbaan lag in die tijd nog in een vrij lege vlakte. Het wedstrijdverslag van de 100 km op de baan meldt dat het weer op die middag vies was. "Een bitter koude wind blies over de vlakte en joeg het stof op, zowel buiten als binnen het stadion. De muren van de wielerbaan boden nauwelijks enige beschutting tegen de harde windstoten."
De wedstrijden werden niet zoals in onze tijd midden in de zomer gehouden, maar in het vroege voorjaar: van 27 maart tot en met 1 april.

## Heren

### baan

#### sprint, 333,33 m
| rang   | sporter(s)             | land | tijd        |
| ------ | ---------------------- | ---- | ----------- |
| Goud   | Paul Masson            | FRA  | 24.0        |
| Zilver | Stamatios Nikolopoulos | GRE  | 26.0 (25.4) |
| Brons  | Adolf Schmal           | AUT  | 26.0 (26.6) |
| 4      | Edward Battel          | GBR  | 26.2        |
| 5      | Frank Keeping          | GBR  | 27.0        |
| 5      | Theodor Leupold        | GER  | 27.0        |
| 5      | Léon Flameng           | FRA  | 27.0        |
| 8      | Joseph Rosemeyer       | GER  | 27.2        |

#### tijdrit, 2000 m
| rang   | sporter(s)             | land | tijd   |
| ------ | ---------------------- | ---- | ------ |
| Goud   | Paul Masson            | FRA  | 4:58.2 |
| Zilver | Stamatios Nikolopoulos | GRE  | 5:00.2 |
| Brons  | Léon Flameng           | FRA  |        |
|        | Joseph Rosemeyer       | GER  | DNF    |

#### 10 km
| rang   | sporter(s)               | land | tijd    |
| ------ | ------------------------ | ---- | ------- |
| Goud   | Paul Masson              | FRA  | 17:54.2 |
| Zilver | Léon Flameng             | FRA  | 17:54.2 |
| Brons  | Adolf Schmal             | AUT  |         |
| 4      | Joseph Rosemeyer         | GER  |         |
| 5      | Aristidis Konstantinidis | GRE  |         |
|        | Georgios Kolettis        | GRE  | DNF     |

#### 100 km

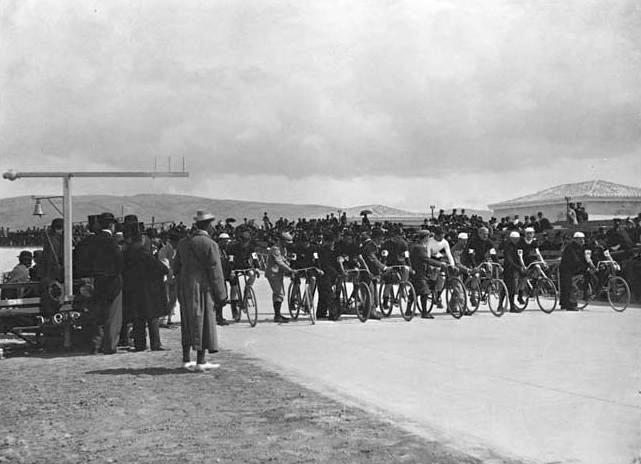
Start van de 100 km op de baan.

| rang                     | sporter(s)        | land | tijd      |
| ------------------------ | ----------------- | ---- | --------- |
| Goud                     | Léon Flameng      | FRA  | 3:08:19.2 |
| Zilver                   | Georgios Kolettis | GRE  |           |
|                          | Bernhard Knubel   | GER  | DNF       |
| Theodor Leupold          | GER               | DNF  |           |
| Edward Battel            | GBR               | DNF  |           |
| Aristidis Konstantinidis | GRE               | DNF  |           |
| Joseph Rosemeyer         | GER               | DNF  |           |
| Adolf Schmal             | AUT               | DNF  |           |
| Joseph Welzenbacher      | GER               | DNF  |           |

#### 12 uur

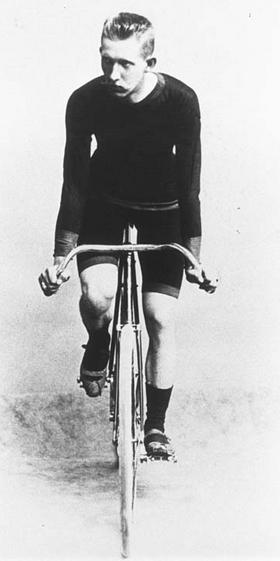
Olympisch Kampioen op de 12-uur Adolf Schmal.

| rang                      | sporter(s)               | land | afstand    |
| ------------------------- | ------------------------ | ---- | ---------- |
| Goud                      | Adolf Schmal             | AUT  | 314,997 km |
| Zilver                    | Frank Keeping            | GBR  | 314,664 km |
|                           | Georgios Paraskevopoulos | GRE  | DNF        |
| Nikos Loverdos            | GRE                      | DNF  |            |
| A. Tryfiatis-Tripiaris    | GRE                      | DNF  |            |
| Joseph Welzenbacher       | GER                      | DNF  |            |
| Konstantinos Konstantinou | GRE                      | DNF  |            |

### weg

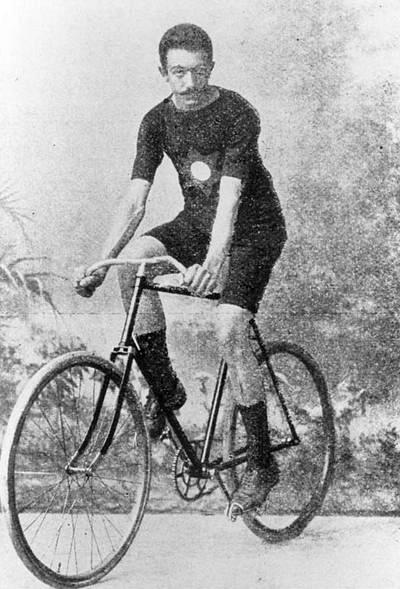
Olympisch Kampioen op de weg Aristidis Konstantinidis.

#### individueel
Afstand: 87 km
| rang   | sporter(s)                | land | tijd    |
| ------ | ------------------------- | ---- | ------- |
| Goud   | Aristidis Konstantinidis  | GRE  | 3:22:31 |
| Zilver | August von Gödrich        | GER  | 3:42:18 |
| Brons  | Edward Battel             | GBR  |         |
| 4-7    | Georgios Aspiotis         | GRE  |         |
| 4-7    | Miltiades Iatrou          | GRE  |         |
| 4-7    | Konstantinos Konstantinou | GRE  |         |
| 4-7    | Georgios Paraskevopoulos  | GRE  |         |

## Medaillespiegel
| rang   | land             | goud | zilver | brons | totaal |
| ------ | ---------------- | ---- | ------ | ----- | ------ |
| 1      | Frankrijk        | 4    | 1      | 1     | 6      |
| 2      | Griekenland      | 1    | 3      | 0     | 4      |
| 3      | Oostenrijk       | 1    | 0      | 2     | 3      |
| 4      | Groot-Brittannië | 0    | 1      | 1     | 2      |
| 5      | Duitsland        | 0    | 1      | 0     | 1      |
| totaal | totaal           | 6    | 6      | 4     | 16     |